# Hyundai Department Store Group

Logo của Hyundai Department Store

Hyundai Department Store Group (tiếng Hàn: 현대 백화점 그룹) là tập đoàn điều hành chuỗi cửa hàng Hyundai tại Hàn Quốc. Ngoài ra, tập đoàn còn điều hành một loạt các hoạt động kinh doanh khác trong ngành dịch vụ. Các công ty con quan trọng bao gồm Hyundai Home Shopping và Hotel Hyundai.
Hyundai Department Store bắt đầu đi vào hoạt động với tên gọi 'KeumKang Development Industrial Co., Ltd.', được thành lập vào năm 1971. Công ty mở cửa hàng đầu tiên ở thành phố Ulsan vào năm 1977. Cửa hàng chính ở khu Apgujeong thuộc thủ đô Seoul được khai trương vào năm 1985. Hyundai Department Store có các cửa hàng chính, tập trung ở Seoul, bao gồm: COEX (Trung tâm Thương mại Thế giới Seoul) - gần nhà ga Samseong, Mokdong tại chung cư Hyundai Hyperion, Sinchon, Mia, Cheonho tại Gangdong-gu, Bucheon, cửa hàng ở Gasan-dong, Dongtan One New City Outlet Mall, Garden 5 tại trung tâm mua sắm phức hợp Songpa-gu - gần nhà ga Jangji, tuyến số 8, trung tâm triển lãm Kintex ở phía tây bắc Seoul và trung tâm mua sắm Gimpo Hyundai gần nhà ga và sân bay quốc tế Gimpo. Công ty cũng có các chi nhánh khác ở Busan, Daegu, Ulsan, Cheongju và Incheon.

## Các công ty con
- Cửa hàng Hyundai
- Hyundai F&G Holdings
- Hyundai Food Systems (Hyundai Green Food)
- Hyundai Guhami
- Hyundai Nanumi

Hyundai Exchange Holdings
- Hyundai Ethics
- Hyundai Home Shopping
- Hyundai H&S Holdings
- Hyundai Business Holdings
- Hyundai Dream Tour